# 686 Gersuind
686 Gersuind
686 Gersuind là một tiểu hành tinh ở vành đai chính. Nó được August Kopff phát hiện ngày 15.8.1909 ở Heidelberg và được đặt theo tên Gersuind, nhân vật chính trong vở kịch cùng tên của Gerhart Hauptmann